# Arganzón
Arganzón es un despoblado que actualmente forma parte del municipio de La Puebla de Arganzón, en la provincia de Burgos, Castilla y León (España).

## Historia
Documentado desde el siglo XIII, parece ser que estaba situado entre el municipio de La Puebla de Arganzón y el castillo al que le dio su nombre.